# Доње Равно
Доње Равно је насељено мјесто у Босни и Херцеговини, у општини Купрес, које административно припада Федерацији Босне и Херцеговине. Према попису становништва из 1991. у насељу је живјело 252 становника.

## Становништво
| Националност | 1991.        |
| Срби         | 176 (69,84%) |
| Муслимани    | 76 (30,15%)  |
| Укупно       | 252          |

| Демографија | Демографија | Демографија |
| Година      | Становника  | Становника  |
| ----------- | ----------- | ----------- |
| 1961.       | 349         |             |
| 1971.       | 353         |             |
| 1981.       | 324         |             |
| 1991.       | 252         |             |